# Dirka po Italiji 1927
Dirka po Italiji 1927 (italijansko Giro d'Italia 1927) je 15. izvedba dirke po Italiji, tritedenske moške cestne kolesarske etapne dirke. Začela se je 15. maja v Milanu in končala 6. junija v Milanu. Sodelovalo je 266 kolesarjev iz petih ekip in privatnih kolesarjev. Skupno zmago je drugič osvojil Alfredo Binda, drugo mesto Giovanni Brunero (oba Legnano–Pirelli), tretje pa Antonio Negrini (Wolsit–Pirelli).

## Ekipe
- Berrettini
- Bianchi
- Ganna–Dunlop
- Legnano–Pirelli
- Wolsit–Pirelli

## Etape
| Etapa | Datum    | Štart/Cilj             | Razdalja    | Tip         | Tip             | Zmagovalec                | Vodilni             |
| ----- | -------- | ---------------------- | ----------- | ----------- | --------------- | ------------------------- | ------------------- |
| 1     | 15. maj  | Milano – Torino        | 288 km      |             | gorska etapa    | Alfredo Binda (ITA)       | Alfredo Binda (ITA) |
|       | 16. maj  | dan počitka            | dan počitka | dan počitka | dan počitka     | dan počitka               | dan počitka         |
| 2     | 17. maj  | Torino – Reggio Emilia | 321 km      |             | gorska etapa    | Alfredo Binda (ITA)       | Alfredo Binda (ITA) |
|       | 18. maj  | dan počitka            | dan počitka | dan počitka | dan počitka     | dan počitka               | dan počitka         |
| 3     | 19. maj  | Reggio Emilia – Lucca  | 207 km      |             | gorska etapa    | Alfredo Binda (ITA)       | Alfredo Binda (ITA) |
| 4     | 20. maj  | Lucca – Grosseto       | 240 km      |             | ravninska etapa | Domenico Piemontesi (ITA) | Alfredo Binda (ITA) |
|       | 21. maj  | dan počitka            | dan počitka | dan počitka | dan počitka     | dan počitka               | dan počitka         |
| 5     | 22. maj  | Grosseto – Rim         | 257,6 km    |             | gorska etapa    | Alfredo Binda (ITA)       | Alfredo Binda (ITA) |
| 6     | 23. maj  | Rim – Neapelj          | 256,8 km    |             | ravninska etapa | Alfredo Binda (ITA)       | Alfredo Binda (ITA) |
| 7     | 24. maj  | Neapelj – Avellino     | 153,4 km    |             | gorska etapa    | Alfredo Binda (ITA)       | Alfredo Binda (ITA) |
|       | 25. maj  | dan počitka            | dan počitka | dan počitka | dan počitka     | dan počitka               | dan počitka         |
| 8     | 26. maj  | Avellino – Bari        | 271,8 km    |             | gorska etapa    | Alfredo Binda (ITA)       | Alfredo Binda (ITA) |
| 9     | 27. maj  | Bari – Campobasso      | 243,6 km    |             | ravninska etapa | Alfredo Binda (ITA)       | Alfredo Binda (ITA) |
|       | 28. maj  | dan počitka            | dan počitka | dan počitka | dan počitka     | dan počitka               | dan počitka         |
| 10    | 29. maj  | Campobasso – Pescara   | 220,2 km    |             | gorska etapa    | Alfredo Binda (ITA)       | Alfredo Binda (ITA) |
| 11    | 30. maj  | Pescara – Pesaro       | 218 km      |             | ravninska etapa | Arturo Bresciani (ITA)    | Alfredo Binda (ITA) |
|       | 31. maj  | dan počitka            | dan počitka | dan počitka | dan počitka     | dan počitka               | dan počitka         |
| 12    | 1. junij | Pesaro – Treviso       | 305,6 km    |             | ravninska etapa | Alfredo Binda (ITA)       | Alfredo Binda (ITA) |
| 13    | 2. junij | Treviso – Trst         | 208,2 km    |             | ravninska etapa | Giovanni Brunero (ITA)    | Alfredo Binda (ITA) |
|       | 3. junij | dan počitka            | dan počitka | dan počitka | dan počitka     | dan počitka               | dan počitka         |
| 14    | 4. junij | Trst – Verona          | 275,6 km    |             | ravninska etapa | Alfredo Binda (ITA)       | Alfredo Binda (ITA) |
|       | 5. junij | dan počitka            | dan počitka | dan počitka | dan počitka     | dan počitka               | dan počitka         |
| 15    | 6. junij | Verona – Milano        | 291,5 km    |             | gorska etapa    | Alfredo Binda (ITA)       | Alfredo Binda (ITA) |
|       | Skupaj   | Skupaj                 | 3758,3 km   | 3758,3 km   | 3758,3 km       | 3758,3 km                 | 3758,3 km           |

## Končna razvrstitev

### Skupni seštevek
| Poz. | Kolesar                   | Ekipa           | Čas          |
| ---- | ------------------------- | --------------- | ------------ |
| 1    | Alfredo Binda (ITA)       | Legnano–Pirelli | 144h 15' 35" |
| 2    | Giovanni Brunero (ITA)    | Legnano–Pirelli | + 27' 24"    |
| 3    | Antonio Negrini (ITA)     | Wolsit–Pirelli  | + 36' 06"    |
| 4    | Ermanno Vallazza (ITA)    | Legnano–Pirelli | + 51' 20"    |
| 5    | Giuseppe Pancera (ITA)    | Berrettini      | + 54' 29"    |
| 6    | Arturo Bresciani (ITA)    | Bianchi         | + 1h 10' 03" |
| 7    | Egidio Picchiottino (ITA) | Bianchi         | + 1h 11' 54" |
| 8    | Aleardo Simoni (ITA)      | Ganna–Dunlop    | + 1h 32' 14" |
| 9    | Luigi Giacobbe (ITA)      | Wolsit–Pirelli  | + 1h 57' 49" |
| 10   | Aristide Cavallini (ITA)  | —               | + 2h 05' 44" |